# Chata pod Kozím
Chata pod Kozím (Poľovnícka chata pod Kozím, Chata Kozô) – słowacki schron turystyczny, położony w Čutkovskiej dolinie w Wielkiej Fatrze. Obiekt znajduje się na wysokości 697 m n.p.m.

## Historia i warunki pobytu
Budynek powstał w latach 60. XX wieku jako domek myśliwski dla myśliwych z Rużomberka. Obiekt jest własnością miasta Rużomberk. W 2009 roku stowarzyszenie TJ "Máj Černová" zwróciło się do władz miasta o zawarcie umowy dzierżawy budynku z jednoczesnym wykonaniem jego remontu. Prace rozpoczęto w 2010 roku, a zakończono w grudniu 2013 roku. Zawarto również umowę dzierżawy na 30 lat.  W ramach rekonstrukcji wykonano parter z salą jadalno-kominkową, węzłem sanitarnym i tarasem oraz sypialne poddasze z 12 miejscami noclegowymi.
Korzystanie z Chaty odbywa się w porozumieniu ze stowarzyszeniem. W okresie letnim w obiekcie działa bufet.

## Szlaki turystyczne
- Rużomberk - dolina Hrabovskego potoku - Malinô Brdo (928 m n.p.m.) - Malinné (1209 m n.p.m.) - Vtáčnik (1090 m n.p.m.) - Čutkovská dolina - Chata pod Kozím - Rużomberk-Černova (wylot doliny)